# РК Цеље
РК Цеље је словеначки рукометни клуб из Цеља. Клуб од 1990. због покровитељства Пивоварне Лашко, носи назив те пиваре у свом имену. Основан је 1947. у оквиру Спортског друштва Кладивар. Тренутно се такмичи се у Првој лиги Словеније.
Домаће утакмице игра у Дворани Златорог, капацитета 6.000 места. Навијачка група Цеља зове се Флоријани.
Цеље је најтрофејнији словеначки клуб са 26 титула националног првака, 22 трофеја националног купа Словеније и  8 трофеја у суперкупу Словеније. 2004. клуб је по први пут освојио Лигу шампиона, а затим је исте године освојио и Суперкуп Европе.

## Успеси

### Национални
- Прва лига Словеније

Првак (26): 1991/92, 1992/93, 1993/94, 1994/95, 1995/96, 1996/97, 1997/98, 1998/99, 1999/00, 2000/01, 2002/03, 2003/04, 2004/05, 2005/06, 2006/07, 2007/08, 2009/10, 2013/14, 2014/15, 2015/16, 2016/17, 2017/18, 2018/19, 2019/20, 2021/22, 2022/23.
Вицепрвак (3): 2001/02, 2011/12, 2012/13.
Треће место (3): 2010/11, 2020/21, 2023/24.
- Куп Словеније

Освајач (22): 1991/92, 1992/93, 1993/94, 1994/95, 1995/96, 1996/97, 1997/98, 1998/99, 1999/00, 2000/01, 2003/04, 2005/06, 2006/07, 2009/10, 2011/12, 2012/13, 2013/14, 2014/15, 2015/16, 2016/17, 2017/18, 2022/23.
Финалиста (3): 2001/02, 2004/05, 2008/09.
- Суперкуп Словеније

Освајач (8): 2007, 2010, 2014, 2015, 2016, 2017, 2019, 2023.
Финалиста (3): 2012, 2018, 2022.
- Куп Југославије

Финалиста (3): 1975/76, 1977/78, 1979/80.
- Прва лига Југославије

Наступао 7 сезона: 1968–1971, 1977–1979, 1983/84.

### Међународни
- ЕХФ Лига шампиона

Победник (1): 2003/04.
Полуфинале (6): 1996/97, 1997/98, 1998/99, 1999/00, 2000/01, 2004/05.
- Суперкуп Европе

Победник (1):	2004.
Финалиста (1): 2007.
- Куп победника купова

Полуфинале (2): 2002/03, 2011/12.

## Цеље у европским такмичењима
ЕХФ Лига шампиона
ЕХФ Куп победника купова
| Сезона   | Резултат              |
| -------- | --------------------- |
| 1993/94. | Групна фаза           |
| 1994/95. | Осмина финала         |
| 1995/96. | Четвртфинале          |
| 1996/97. | Полуфинале            |
| 1997/98. | Полуфинале            |
| 1998/99. | Полуфинале            |
| 1999/00. | Полуфинале            |
| 2000/01. | Полуфинале            |
| 2001/02. | Четвртфинале          |
| 2003/04. | Победник              |
| 2004/05. | Полуфинале            |
| 2005/06. | Четвртфинале          |
| 2006/07. | Четвртфинале          |
| 2007/08. | Групна фаза           |
| 2008/09. | Групна фаза           |
| 2009/10. | Квалификациони турнир |
| 2010/11. | Групна фаза           |
| 2012/13  | Осмина финала         |
| 2013/14  | Осмина финала         |
| 2014/15  | Групна фаза           |
| 2015/16  | Групна фаза           |
| 2016/17  | Групна фаза           |
| 2017/18  | Групна фаза           |
| 2018/19  | Групна фаза           |
| 2019/20  | Непознато             |
| 2020/21  | Осмина финала         |

| Сезона   | Резултат   |
| -------- | ---------- |
| 2002/03. | Полуфинале |
| 2011/12. | Полуфинале |

ЕХФ куп
| Сезона   | Резултат     |
| -------- | ------------ |
| 2009/10. | Четвртфинале |

СЕХА лига
| Сезона  | Резултат    |
| ------- | ----------- |
| 2016/17 | Групна фаза |
| 2017/18 | Полуфинале  |